# أغنيس غونتر
أغنيس غونتر (بالألمانية: Agnes Günther) (و. 1863 – 1911 م) هي كاتِبة من الإمبراطورية الألمانية، ولدت في شتوتغارت، توفيت في ماربورغ، عن عمر يناهز 48 عاماً.

## وصلات خارجية
- أغنيس غونثر على موقع IMDb (الإنجليزية)
- أغنيس غونثر على موقع كينوبويسك (الروسية)

- أغنيس غونتر في قاعدة بيانات الأفلام على الإنترنت